# Cantonul Villedieu-les-Poêles
Cantonul Villedieu-les-Poêles este un canton din arondismentul Saint-Lô, departamentul Manche, regiunea Basse-Normandie, Franța.

## Comune
| Comune               | Populație (1999) | Cod poștal | Cod INSEE |
| -------------------- | ---------------- | ---------- | --------- |
| La Bloutière         | ...              | 50800      | 50060     |
| Bourguenolles        | ...              | 50800      | 50069     |
| Champrepus           | ...              | 50800      | 50118     |
| Chérencé-le-Héron    | ...              | 50800      | 50130     |
| Fleury               | ...              | 50800      | 50185     |
| La Lande-d'Airou     | ...              | 50800      | 50262     |
| Rouffigny            | ...              | 50800      | 50440     |
| Sainte-Cécile        | ...              | 50800      | 50453     |
| La Trinité           | ...              | 50800      | 50607     |
| Villedieu-les-Poêles | ...              | 50800      | 50639     |